# Les Cinq Légendes (jeu vidéo)
Les Cinq Légendes (Rise of the Guardians: The Video Game) est un jeu vidéo d'action-aventure développé par Torus Games et édité par D3 Publisher, sorti en 2012 sur Wii, Wii U, PlayStation 3, Xbox 360, Nintendo DS et Nintendo 3DS.
Il est adapté du long-métrage d'animation du même nom.

## Gameplay
Issu de l'adaptation vidéoludique du film éponyme, ce jeu vous plonge dans l'aventure, accompagnant les héros dans leur mission de rétablir la foi des enfants face au redoutable Pitch. De nouvelles compétences peuvent être acquises à mesure que vous avancez dans les niveaux.

## Accueil
- Jeuxvideo.com : 5/20[2]